# 아구스틴 무뇨스 그란데스
아구스틴 무뇨스 그란데스(스페인어: Agustín Muñoz Grandes)는 스페인국의 군인이다. 리프 전쟁과 스페인 내전에 참전했으며, 대외적으로는 청색 사단의 지휘관으로서 알려져 있다.
무뇨스 그란데스는 스페인 제2공화국 건국 이후 과르디아 데 어설토의 창립자로서 활동했는데, 스페인 내전이 발발하자 국민파에 합류하여 공화파에 맞서 싸웠다. 내전의 종전 이후 준장이 된 그는 통합 팔랑헤의 사무총장이 되지만 의견 불일치로 인해 사임한다.
이후 독소전쟁이 발발하자 프란시스코 프랑코의 명령으로 창설된 청색 사단의 지휘관이 되었으며, 아돌프 히틀러에게 직접 철십자 훈장을 수여받았다. 독일에서 돌아온 그는 이후 1962년에 부통령직에 임명받게 된다.

## 스페인 내전
7월 쿠데타 이후 발발한 스페인 내전은 무뇨스 그란데스에게 있어서 큰 위기였다. 공화파의 영역에서 도망치려고 시도하다 발각되어 체포당한 뒤, 모델로 교도소에 수감된 그는 본디 징역 9년이 선고되었으나 이후 2년 6개월 형으로 감형되었다. 
무뇨스 그란데스는 과거 리프 전쟁 당시 군사적인 측면에서 뛰어난 두각을 보였다. 그러나 공화파 세력에는 수많은 지휘관들이 국민파 세력에 가담한 터라 능력있는 지휘관들의 부재가 심각했다. 이에 호세 미이하 메난트와 비센테 로호 유치의 도움으로 풀려나 공화국군을 지휘하게 된 그는 발렌시아에 배치받았으나, 발렌시아로 이동하던 도중 탈출하여 국민파에 기꺼스로 합류하게 된다. 초기에는 제2 나바라 여단을 지휘하던 무뇨르 그란데스는 1938년 3월 9일에 제150사단의 지휘관으로 임명받게 된다. 카스페 전투에서 국제여단을 상대로 뛰어난 지휘력을 보여 주었고, 이후에는 카탈루냐 전역에 참여하여 공화파의 전선을 붕괴시키는데 큰 기여를 하게 된다.

## 청색 사단

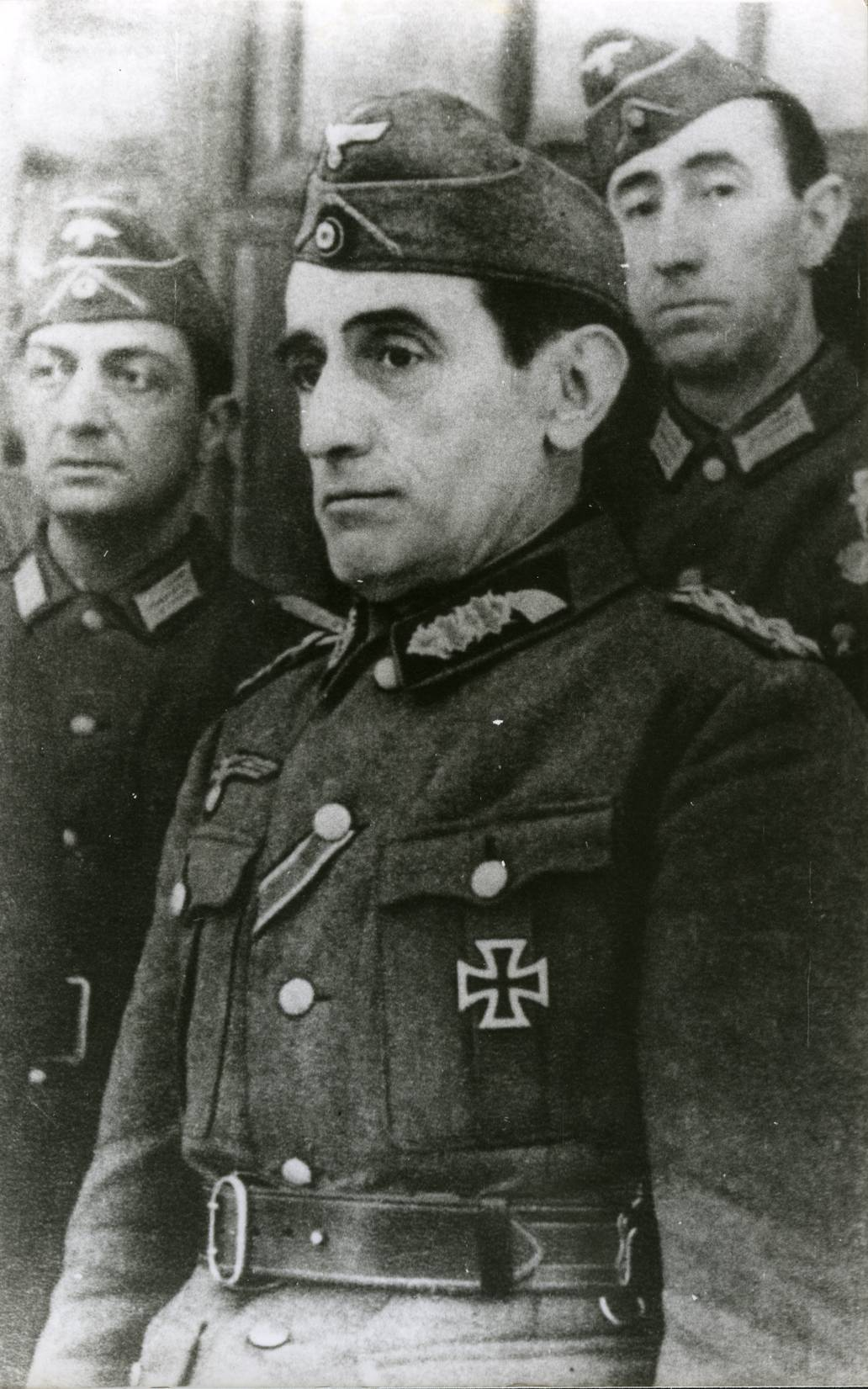
청색 사단을 지휘하는 무뇨스 그란데스.

1941년 7월, 나치 독일은 바르바로사 작전을 발동시키며 대대적인 소련에 대한 침공을 감행하게 된다. 이때 독일과의 친선의 일환으로 동부 전선의 독일군을 지원하기 위해 청색 사단을 창설하게 되는데, 무뇨스 그란데스는 청색 사단의 지휘관에 임명되며 관심을 받게 된다.
청색 사단은 동부 전선에서 성공적으로 독일군을 지원하며 큰 공적을 세우게 되었고, 아돌프 히틀러는 그에 대한 감사의 표시로 무뇨스 그란데스에게 기사십자 철십자장을 수여하게 된다. 이때 히틀러는 무뇨스 그란데스를 프랑코를 대신할 잠재적인 인물로 평가하게 되는데, 이 대화 내용이 프랑코에게 흘러들어가며 분노한 프랑코는 무뇨스 그란데스를 청색 사단의 지휘관에서 해임하려 시도했다. 그러나 이러한 프랑코의 압력은 무뇨스 그란데스는 히틀러의 관심 아래에서 즉각적인 해임은 실패로 돌아가게 만들었다. 이후 1942년 12월에 해임된 그는 청색 사단의 지휘관 자리를 에밀리오 에스테반 인판테스에게 넘겨주게 된다.
1943년 스페인에 귀국한 무뇨스 그란데스는 중장이 되었다. 그러나 그가 중장이 되면서 그는 더 이상 군을 지휘할 수 없게 되었으며 프랑코는 이러한 특진으로 무뇨스 그란데스를 곁에 두며 두둔하는 동시에 그를 견제했다. 그렇기에 무뇨스 그란데스는 청색 사단을 지휘한 이후 2차 세계 대전이 종전될 까지 군을 지휘하지 못했다.